# 133756 Carinajohnson
133756 Carinajohnson è un asteroide della fascia principale. Scoperto nel 2003, presenta un'orbita caratterizzata da un semiasse maggiore pari a 2,6486499 UA e da un'eccentricità di 0,1688316, inclinata di 2,38976° rispetto all'eclittica.